# Caenobrunettia laselva
Caenobrunettia laselva är en tvåvingeart som beskrevs av Quate 1996. Caenobrunettia laselva ingår i släktet Caenobrunettia och familjen fjärilsmyggor.
Artens utbredningsområde är Costa Rica. Inga underarter finns listade i Catalogue of Life.